# Mariti in affitto
Mariti in affitto è un film del 2004 diretto da Ilaria Borrelli.

## Trama
Vincenzo e Maria sono sposati felicemente e hanno due bambini ma lui decide di partire per New York in cerca di fortuna come scultore. Torna a trovare la famiglia una volta l'anno e tutto sembra andare bene fino all'ultima visita per le feste di Natale. Dopo il suo rientro negli Stati Uniti, di Vincenzo non si hanno più notizie, Maria decide di andare a cercarlo e parte insieme ai figli alla volta dell'America, spinta anche dai suoi miseri guadagni come fabbricante di sandali artigianali. Giunta a New York scopre che il marito le ha mentito spudoratamente: non solo è squattrinato, ma si è anche sposato con una donna americana, Charlene, in attesa di un bambino. Ovviamente all'inizio nessuna delle due donne accetta la situazione, ma nel giro di poco tempo si affezionano l'una all'altra nonostante la maternità, il marito in comune e il desiderio di vendetta...